# Любина (Двор)
Любина (хорв. Ljubina) — населений пункт у Хорватії, у Сисацько-Мославинській жупанії у складі громади Двор.

## Населення
Населення за даними перепису 2011 року становило 100 осіб.
Динаміка чисельності населення поселення:

## Клімат
Середня річна температура становить 10,80 °C, середня максимальна – 24,57 °C, а середня мінімальна – -5,10 °C. Середня річна кількість опадів – 1135 мм.
| Клімат поселення                              | Клімат поселення | Клімат поселення | Клімат поселення | Клімат поселення | Клімат поселення | Клімат поселення | Клімат поселення | Клімат поселення | Клімат поселення | Клімат поселення | Клімат поселення | Клімат поселення | Клімат поселення |
| Показник                                      | Січ.             | Лют.             | Бер.             | Квіт.            | Трав.            | Черв.            | Лип.             | Серп.            | Вер.             | Жовт.            | Лист.            | Груд.            |                  |
| Середній максимум, °C                         | 7,72             | 8,88             | 12,92            | 17,01            | 21,39            | 24,57            | 23,34            | 22,88            | 19,42            | 14,89            | 9,59             | 5,67             |                  |
| Середня температура, °C                       | 1,31             | 2,50             | 6,53             | 10,60            | 14,98            | 18,17            | 19,94            | 19,50            | 16,03            | 11,51            | 6,20             | 2,27             |                  |
| Середній мінімум, °C                          | −5,1             | −3,91            | 0,14             | 4,20             | 8,59             | 11,78            | 16,57            | 16,10            | 12,64            | 8,12             | 2,81             | −1,11            |                  |
| Норма опадів, мм                              | 72               | 73               | 81               | 98               | 97               | 101              | 98               | 94               | 103              | 107              | 117              | 94               |                  |
| Середньомісячна швидкість вітру, м/с          | 1.56             | 1.70             | 2.06             | 2.01             | 1.82             | 1.66             | 1.61             | 1.50             | 1.50             | 1.57             | 1.62             | 1.67             |                  |
| Середньомісячна сонячна радіація, кДж/м²·день | 4407             | 7192             | 10847            | 15229            | 19399            | 21564            | 22770            | 19826            | 14636            | 9285             | 4948             | 3679             |                  |
| --------------------------------------------- | ---------------- | ---------------- | ---------------- | ---------------- | ---------------- | ---------------- | ---------------- | ---------------- | ---------------- | ---------------- | ---------------- | ---------------- | ---------------- |
| Джерело:                                      |                  |                  |                  |                  |                  |                  |                  |                  |                  |                  |                  |                  |                  |